# تایریس هالیبورتون
تایریس هالیبورتون (انگلیسی: Tyrese Haliburton؛ زادهٔ ۲۹ فوریهٔ ۲۰۰۰) بازیکن بسکتبال اهل ایالات متحده آمریکا است.
وی در مسابقات کشوری و بین‌المللی در مجموع برندهٔ ۱ مدال طلا شده است.